# John Webber
John Webber (Londres, 6 de octubre de 1751- ibíd., 29 de mayo de 1793) fue un artista inglés que pintaba paisajes. Entre 1776 y 1779, Webber acompañó a Cook en su tercer viaje alrededor del Pacífico. Fue elegido miembro de la Royal Academy (RA) el 10 de febrero de 1791.

## Biografía
Webber, nacido en Londres, era hijo de Abraham Wäber (1715–1780) un escultor suizo y Mary Quant una señorita de Londres. En 1757 fue a Berna donde su tía Rosina Wäber lo crio y llegó a reconocer su talento artístico. Diez años después, en 1767, Webber fue aprendiz de Johann Ludwig Aberli, un artista suizo. Desarrolló sus habilidades para pintar paisajes cuando estudio en Paris en 1770. Cuando Webber regreso a Londres en 1775 se matriculo en la Royal Academy donde su exhibición de tres pinturas llamó la atención de Daniel Solander quien lo recomendo para ser el artista en el tercer viaje de James Cook.
Entre los años 1776 y 1780, John Webber era el artista oficial en la tercera expedición de James Cook. Esta expedición a bordo de HMS Resolution (1771) empezó el 12 de julio de 1776, saliendo de Plymouth y regreso en octubre de 1780. Cuando en 1778 Cook y su personal viajaron a Hawái, se convirtieron en los primeros europeos a visitar estas islas.

## Obras
- 1808. Views in the South Seas: from drawings by the late James [i.e. John] Webber, draftsman on board the Resolution, Captain James Cooke, from the year 1776 to 1780. Ed. Boydell & Co. 32 pp.

## Galería

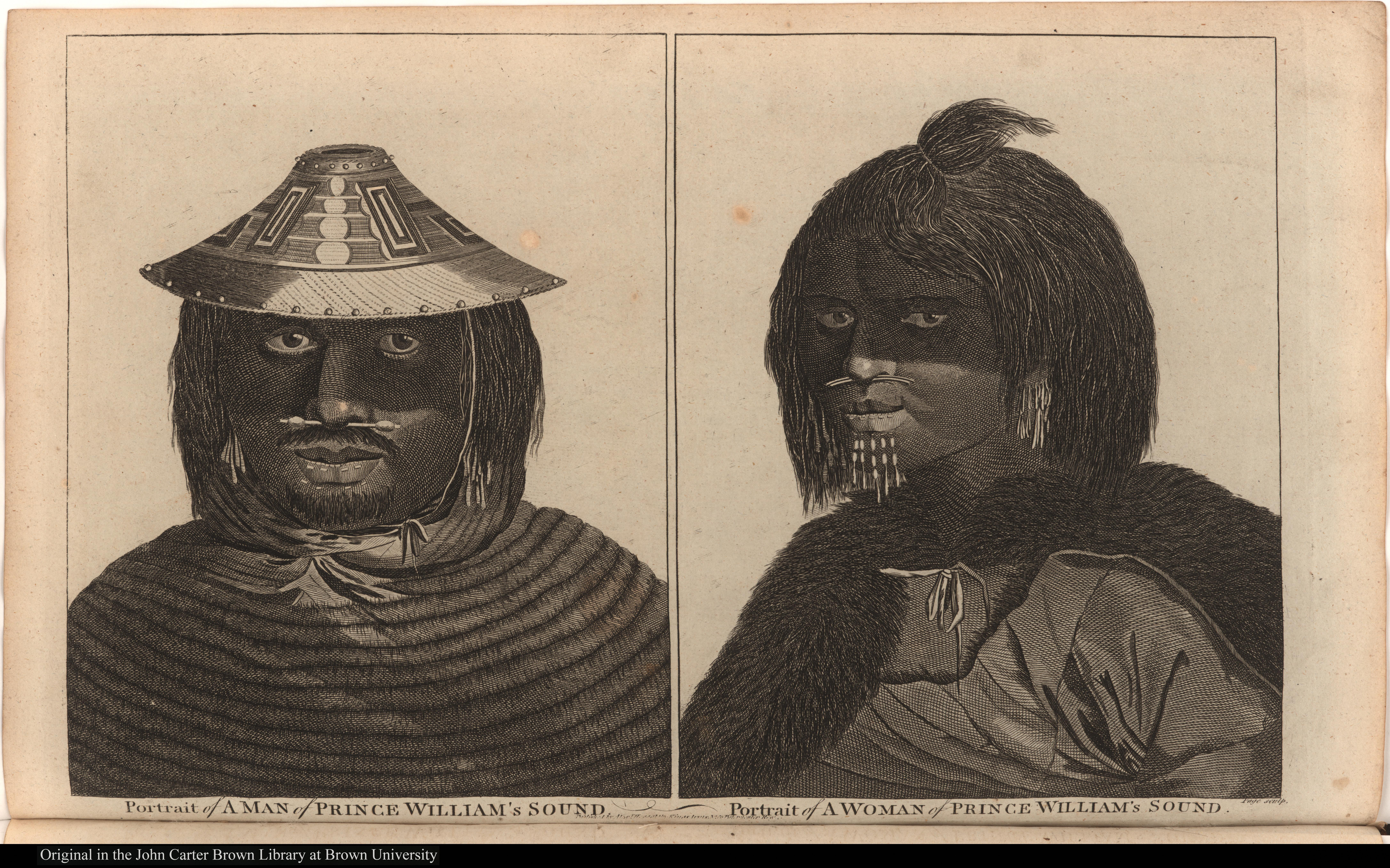
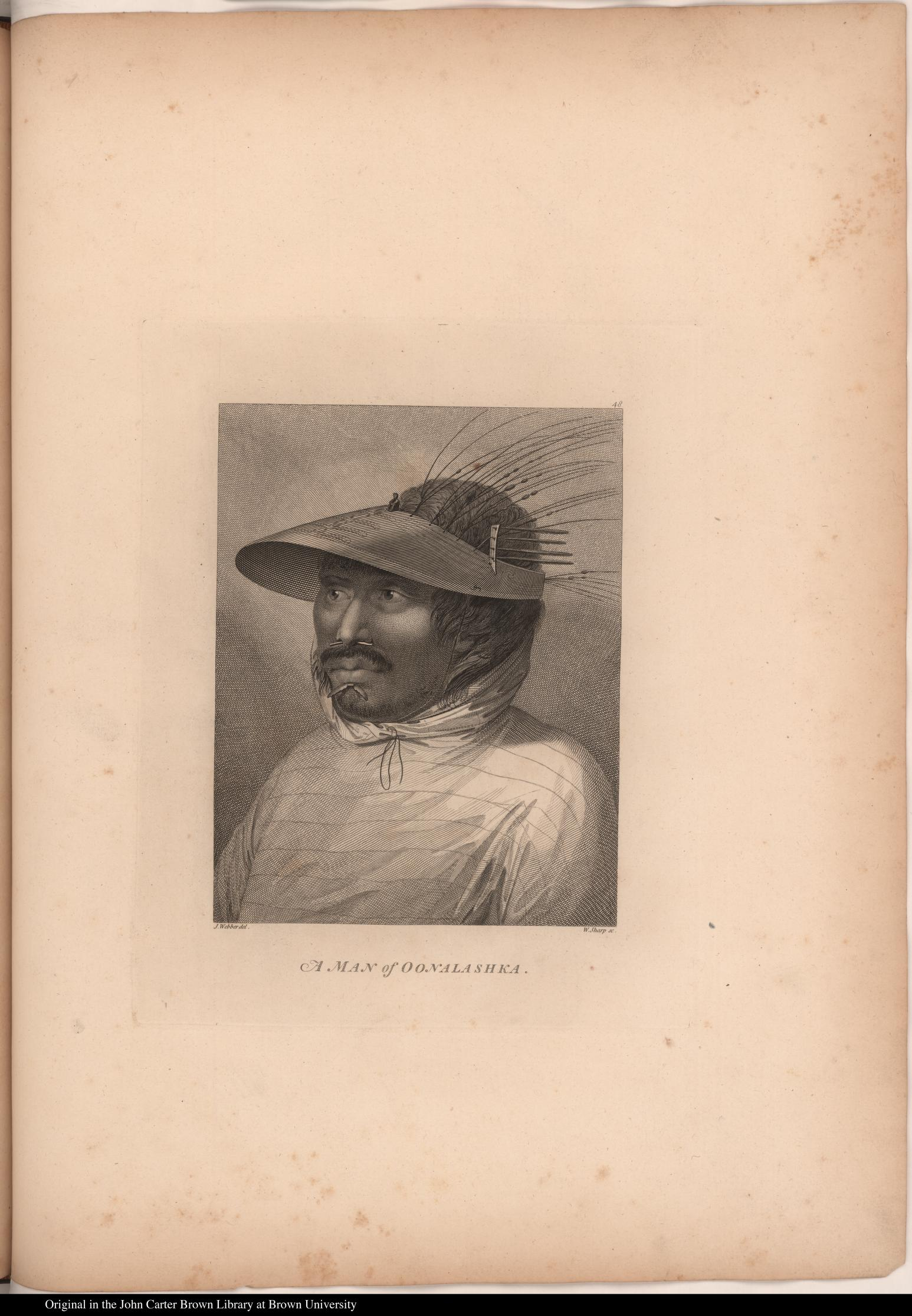
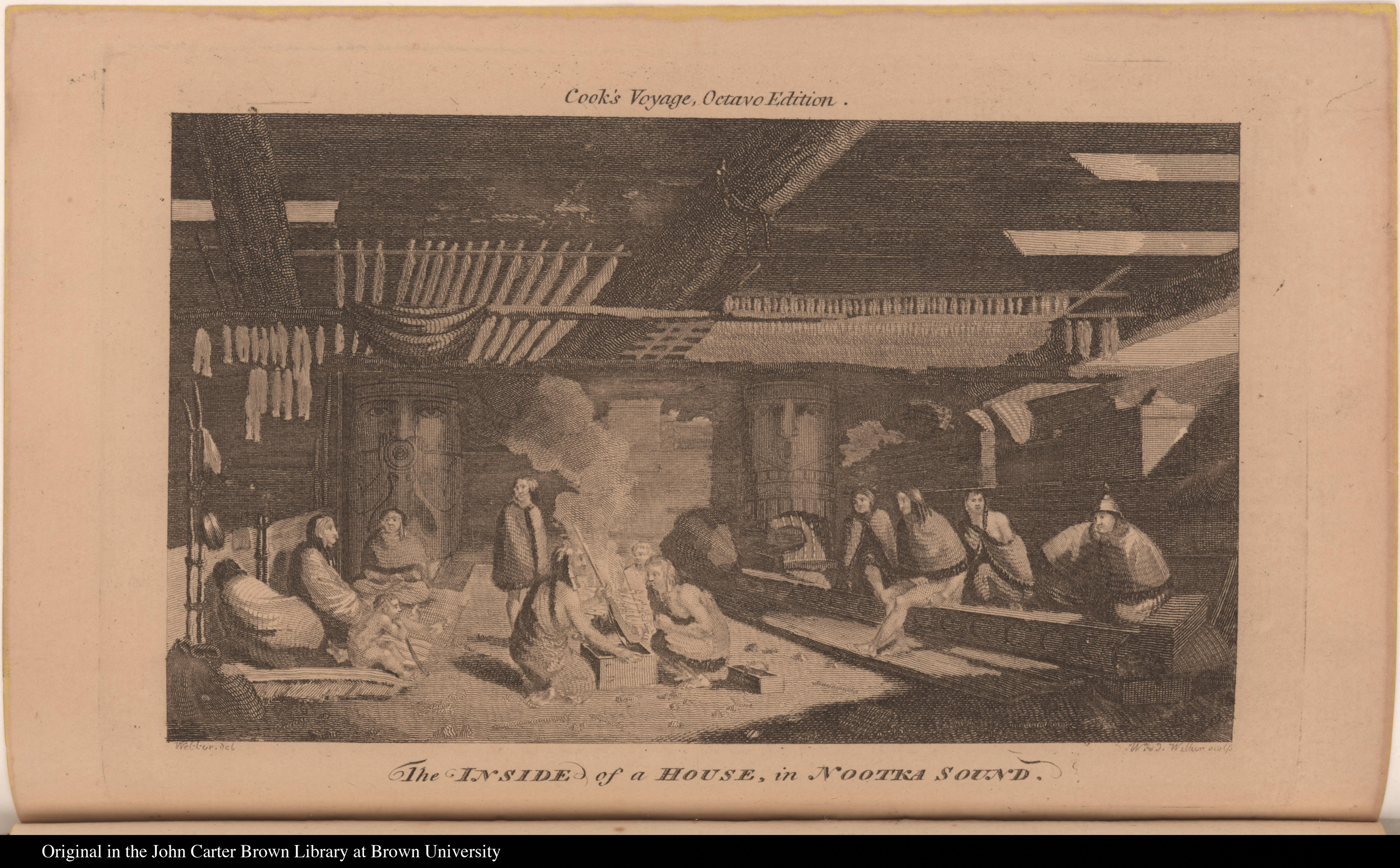
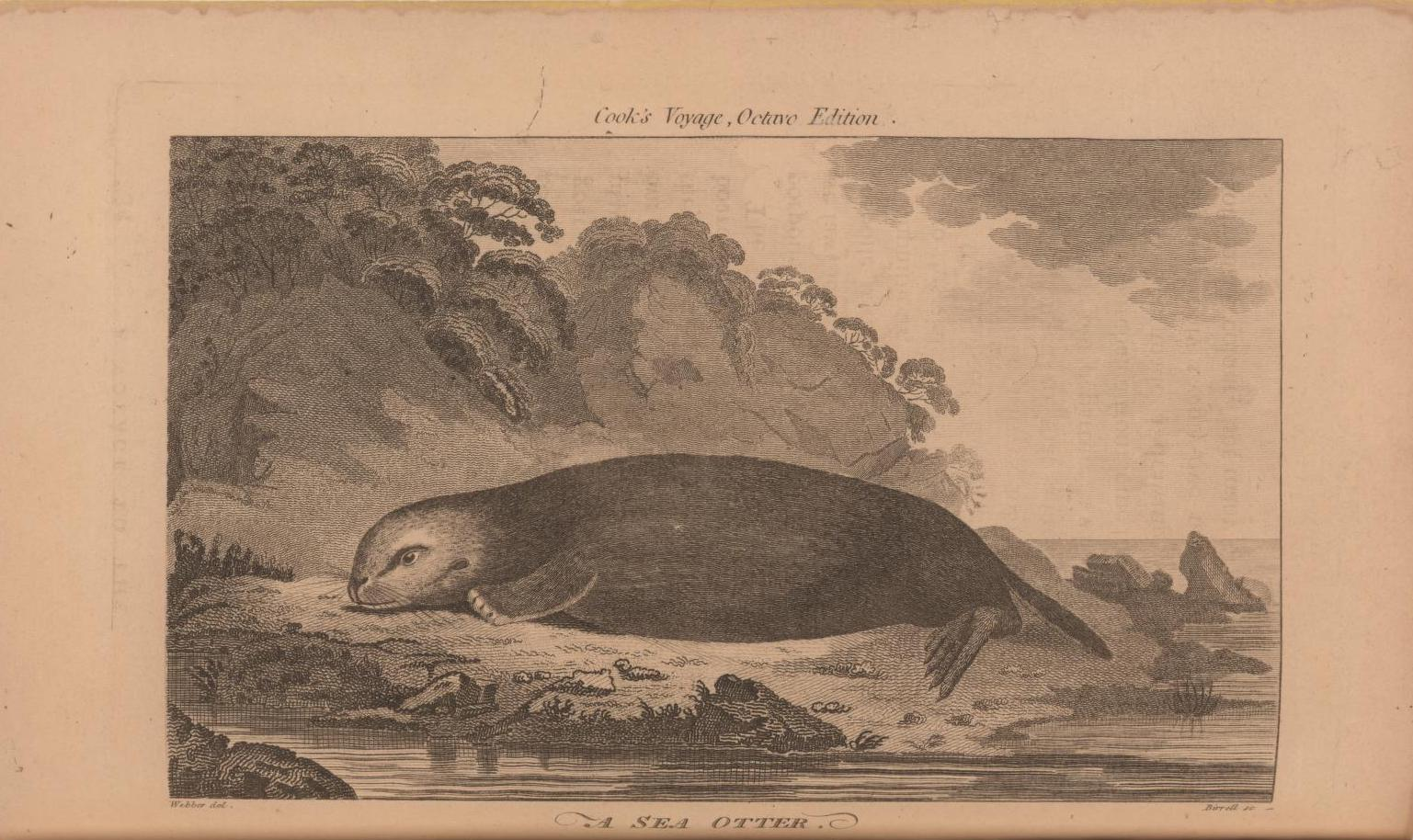
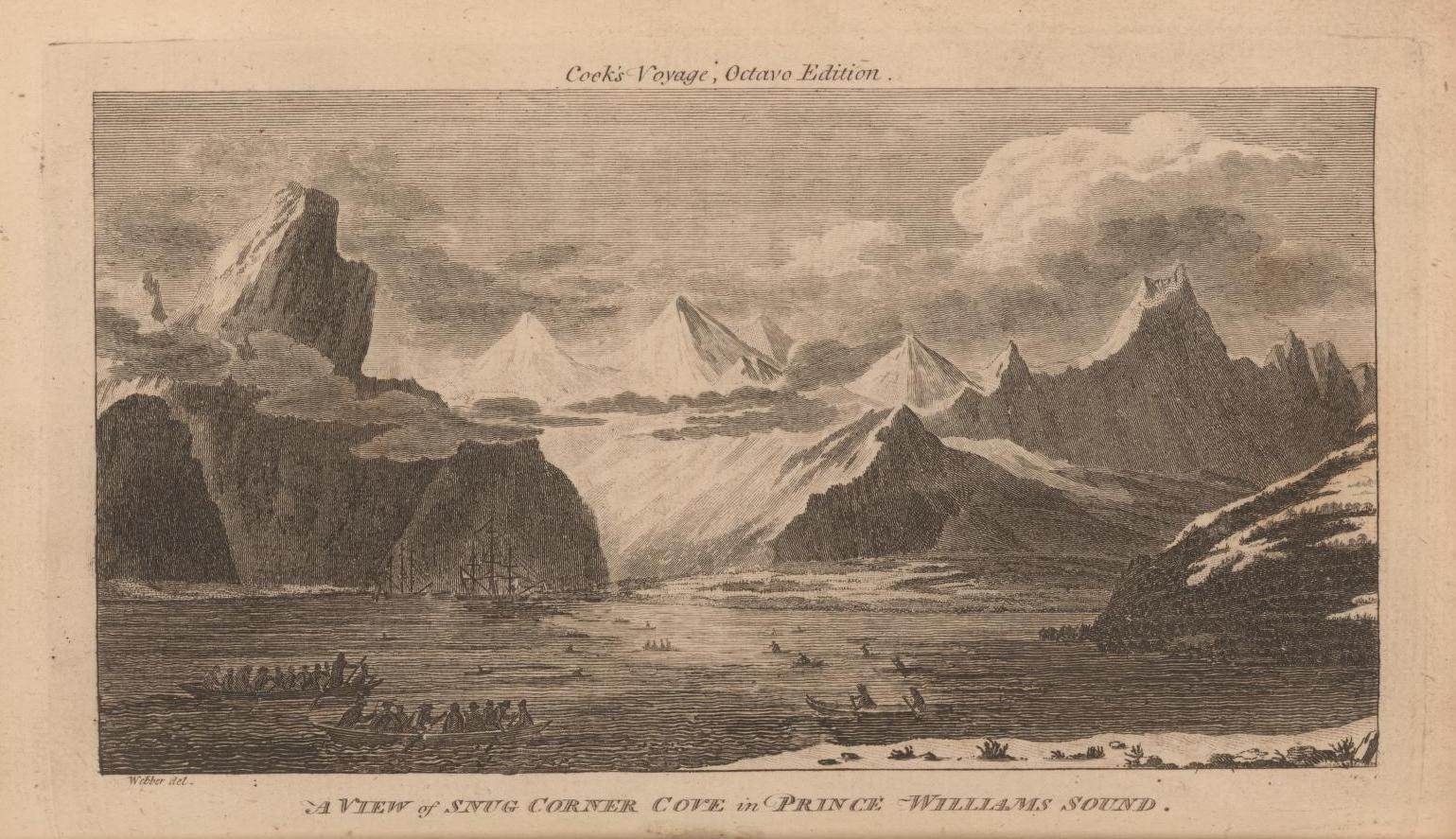
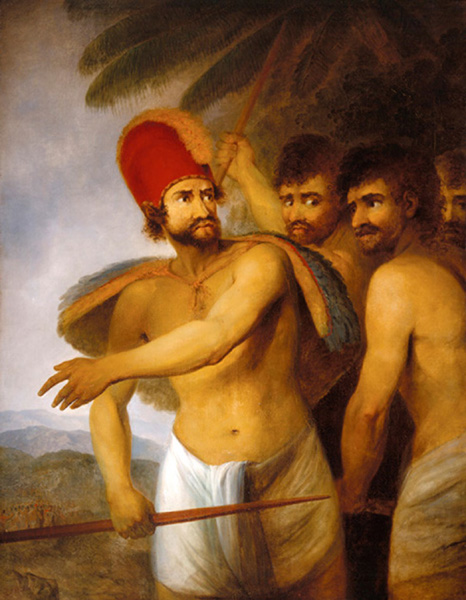
'A Chief of the Sandwich Islands', óleo, 1787
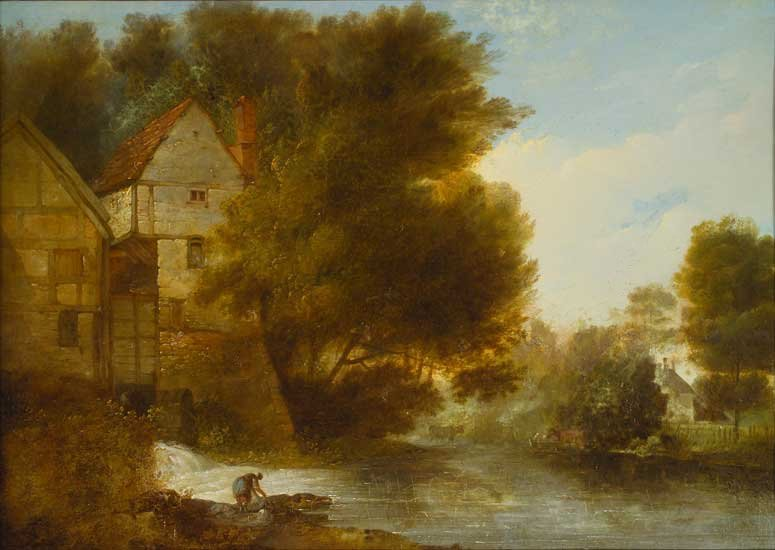
'Abbey Mill, Shrewsbury', óleo
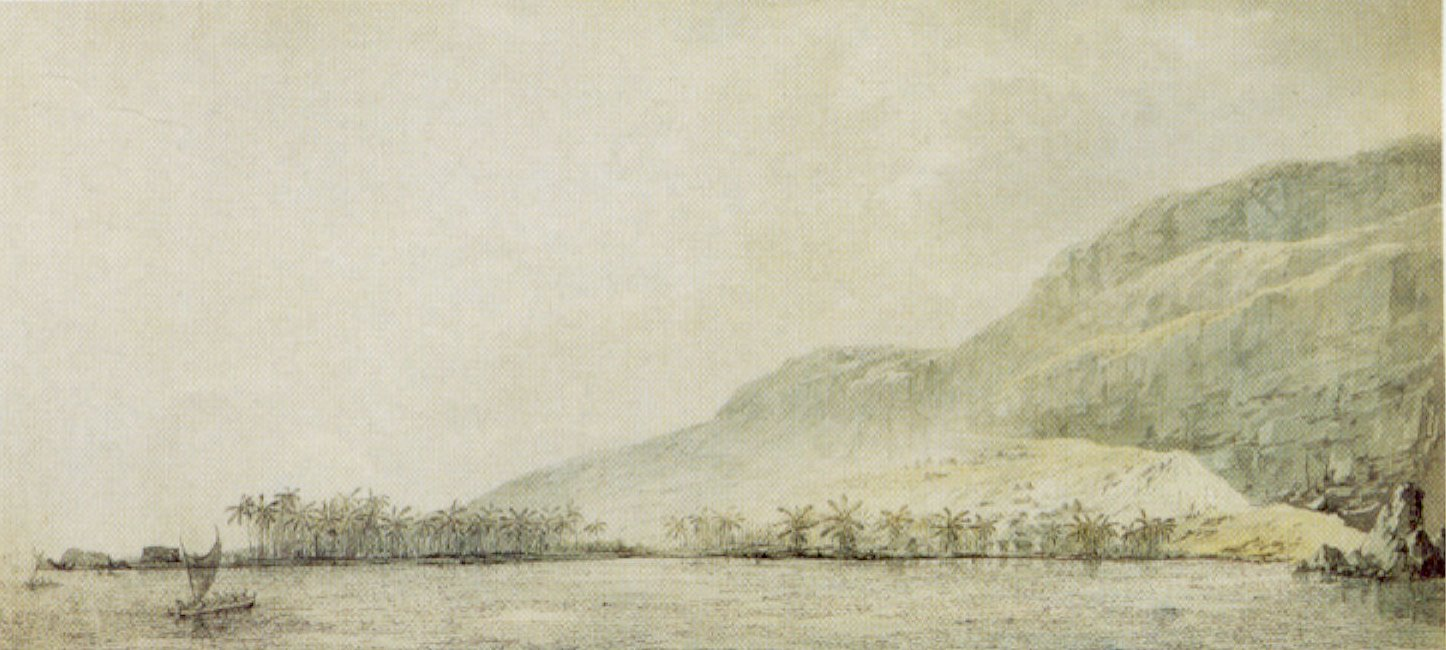
Kealakekua Bay and the Village Kowroaa, 1779 tinta lavada y acuarela John Webber, Honolulu Academy of Arts
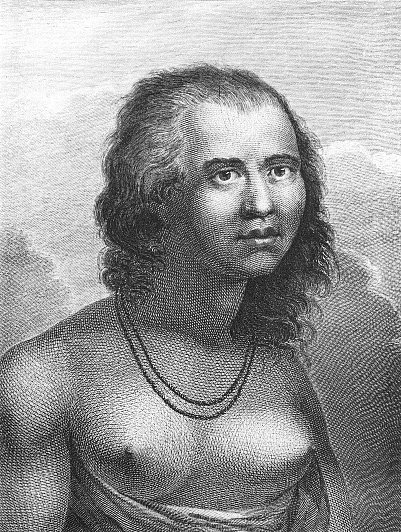
Mujer en Eua (isla Eua)